# National History Day
Le National History Day est un concours académique américain d'histoire réservé aux étudiants des middle school et high school (collège et lycée). Lancée en 1974 à Cleveland, la première édition du concours accueille 129 participants ; en 2001, ce sont 700 000 étudiants et 40 000 enseignants qui y participent. Le but est de développer l'apprentissage de la recherche et de la communication à travers l'étude de sujets historiques, dont les résultats vont servir à améliorer la qualité de l'enseignement.